# Gaibulus
Gaibulus is een geslacht van hooiwagens uit de familie Stygnidae.
De wetenschappelijke naam Gaibulus is voor het eerst geldig gepubliceerd door Roewer in 1943. 

## Soorten
Gaibulus is monotypisch en omvat slechts de volgende soort:
- Gaibulus schubarti